# 有人軌道実験室
Manned Orbital Laboratory（MOL、直訳すると「有人軌道実験室」）は、ジェミニ計画の発展の一つとして構想されたうちのひとつのアメリカ空軍による計画で、有人の人工衛星（ないし宇宙ステーション）の構想である。1969年に計画は中止された。

## 概要
アメリカ空軍はジェミニ計画/ジェミニ宇宙船を基に宇宙空間の軍事利用を構想していた。1963年1月に有人軌道展開システム(MODS)が開発中止され、1963年12月にX-20ダイナソアの中止の直後、有人軌道実験室(MOL)の開発が開始された。
有人軌道実験室(MOL)はジェミニB宇宙船と組になったものであり、軍用宇宙ステーションとして偵察などの任務に就けられる構想であった。偵察衛星としてKH-10のコードも付与されている。ジェミニBはジェミニ宇宙船の改良型であり、MOLとジェミニBはタイタン3Mにより一体となって打ち上げられる。MOLは、タイタンロケットの燃料タンクを改装したものであり、ジェミニBがその先端に取り付けられた構造となる。ジェミニBとジェミニ宇宙船と同じく2名乗りであるが、宇宙船底部にありジェミニBではMOLへの通路が設けられている点が差異となっている。MOLは30日間、軌道上で活動でき、カメラやレーダーにより偵察活動を行い、その後、乗員はMOLより切り離されたジェミニBにより地球に帰還するものとなる。
1965年には乗員の選抜が開始され、1967年までに17名が選ばれた。1965年に打上げ・回収されたジェミニ2号宇宙船を用い、打上げ試験を1966年11月3日に実施している。タイタンIIICロケットを用い、MOLを模した改装燃料タンクのほか、先端にジェミニ2号を取り付け、長い船体による打上げ時の空力的な影響を調べた。ケープカナベラル空軍基地LC-40発射台より打ち上げられ、弾道飛行の後、アセンション島近海で揚陸艦ラ・サールによって回収されている。
1970年からジェミニBの試験打上げを開始し、1972年から運用を開始する計画であり、ヴァンデンバーグ空軍基地からの打上げも構想された。
無人偵察衛星の技術向上により、1969年にMOL/ジェミニBの開発は中止された。ジェミニB宇宙船の試験機はオハイオ州ライト・パターソン空軍基地の国立アメリカ空軍博物館に保管・展示されている。
2015年10月22日、アメリカ国家偵察局がMOLの機密を解除し、当時の文章や写真などを公開した。

## ギャラリー

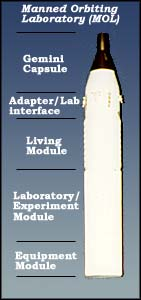
MOLの形状
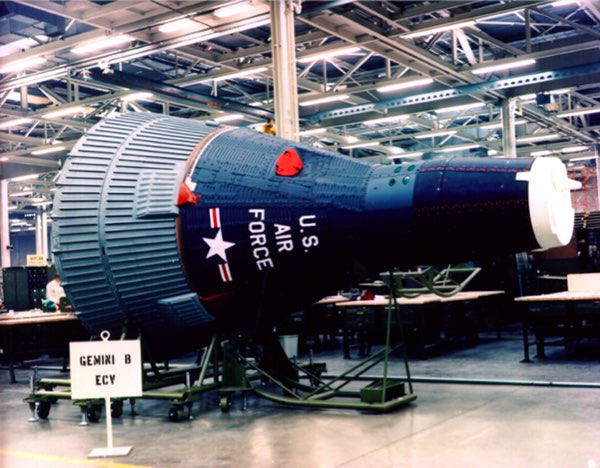
ジェミニB宇宙船
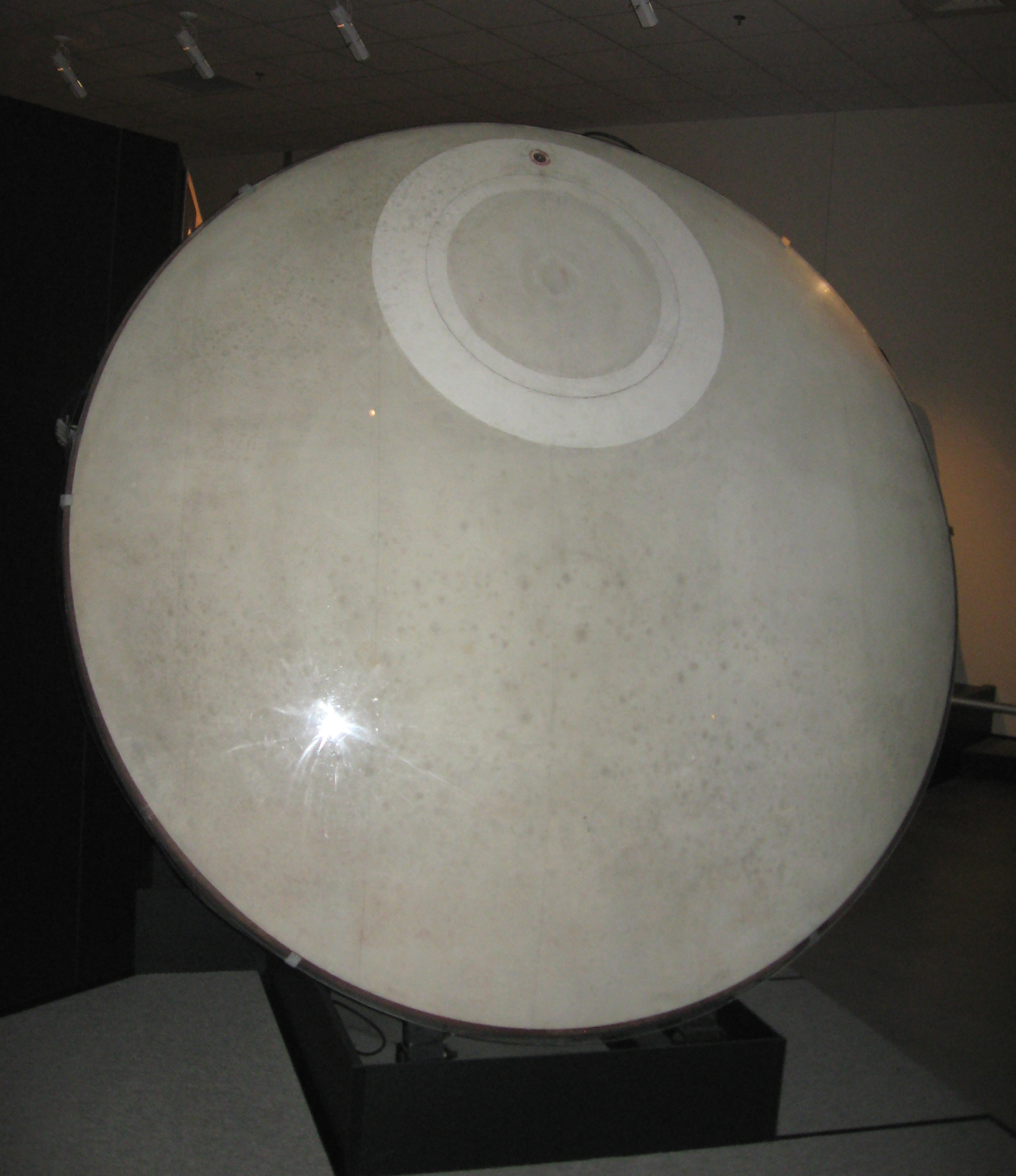
ジェミニB宇宙船の底部。耐熱シールド及びハッチ。
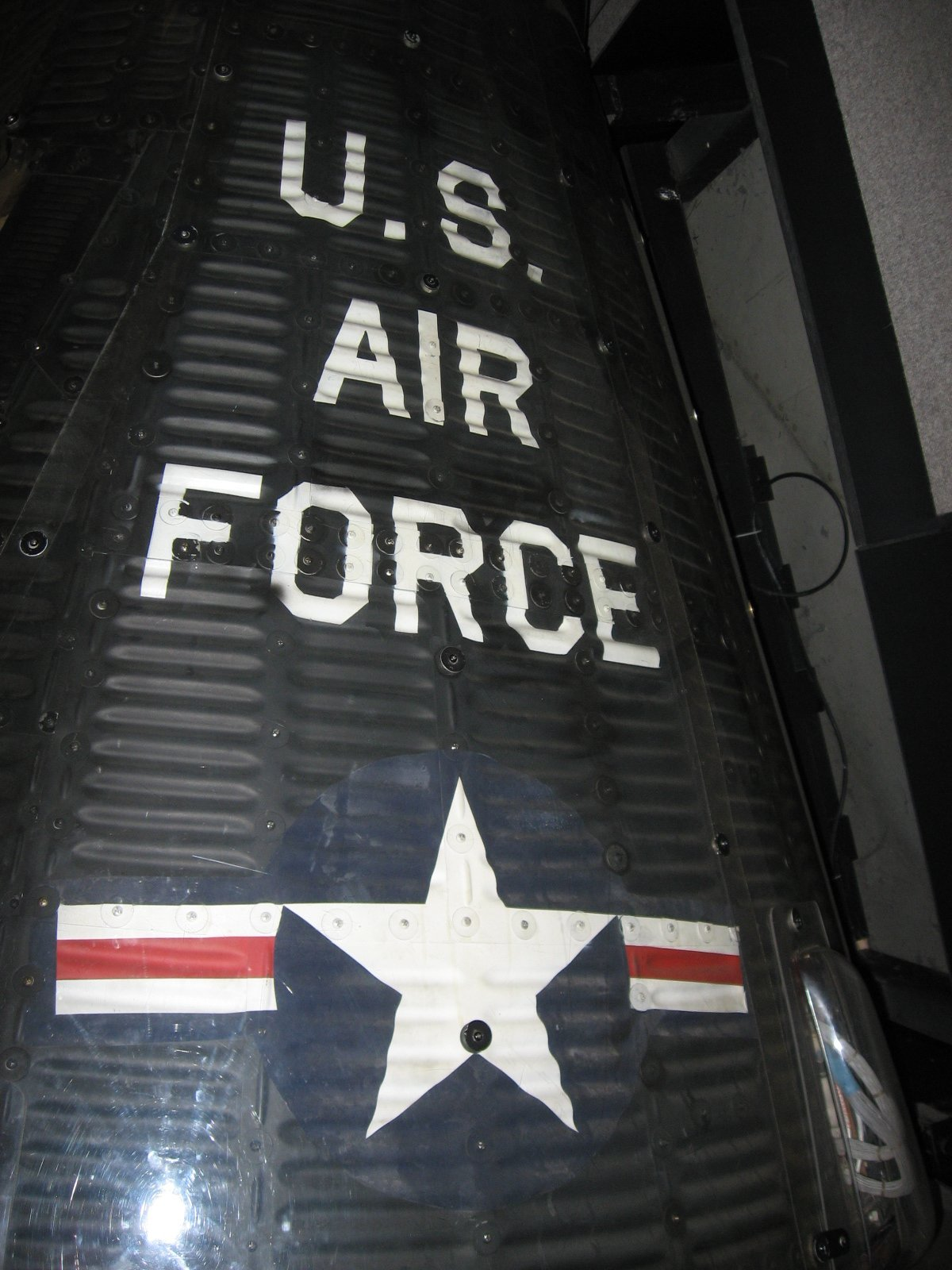
アメリカ空軍のステンシル

## 注・出典
1. ↑  英語版記事 en:Advanced Gemini などを参照。
2. ↑  その存在についてまでも完全に秘密だったわけでもなく、例えば『日本沈没』（の、原作小説）中に、「沈没」する西日本をMOLの乗員が視認し、観測している、という描写があるように、ある程度は知られていた。